# GRIEVE OF HEART
『GRIEVE OF HEART』（グリーヴ・オブ・ハート）は日本のヘヴィメタルバンドANTHEMが2001年7月25日にリリースしたシングルである。

## 概要
アルバム「SEVEN HILLS」からの先行シングルであり、ANTHEMの再結成後初めて発表された作品である。3曲目はアルバム未収録曲である。

## 収録曲
特記以外作詞・作曲：柴田直人
1. GRIEVE OF HEART
2. XTC
3. CAN'T GET AWAY
作詞：柴田直人、坂本英三

## 演奏
- 柴田直人：ベース、作詞、作曲
- 坂本英三：ボーカル、作詞
- 清水昭男：ギター
- 本間大嗣：ドラム